# Keula (Helbedündorf)

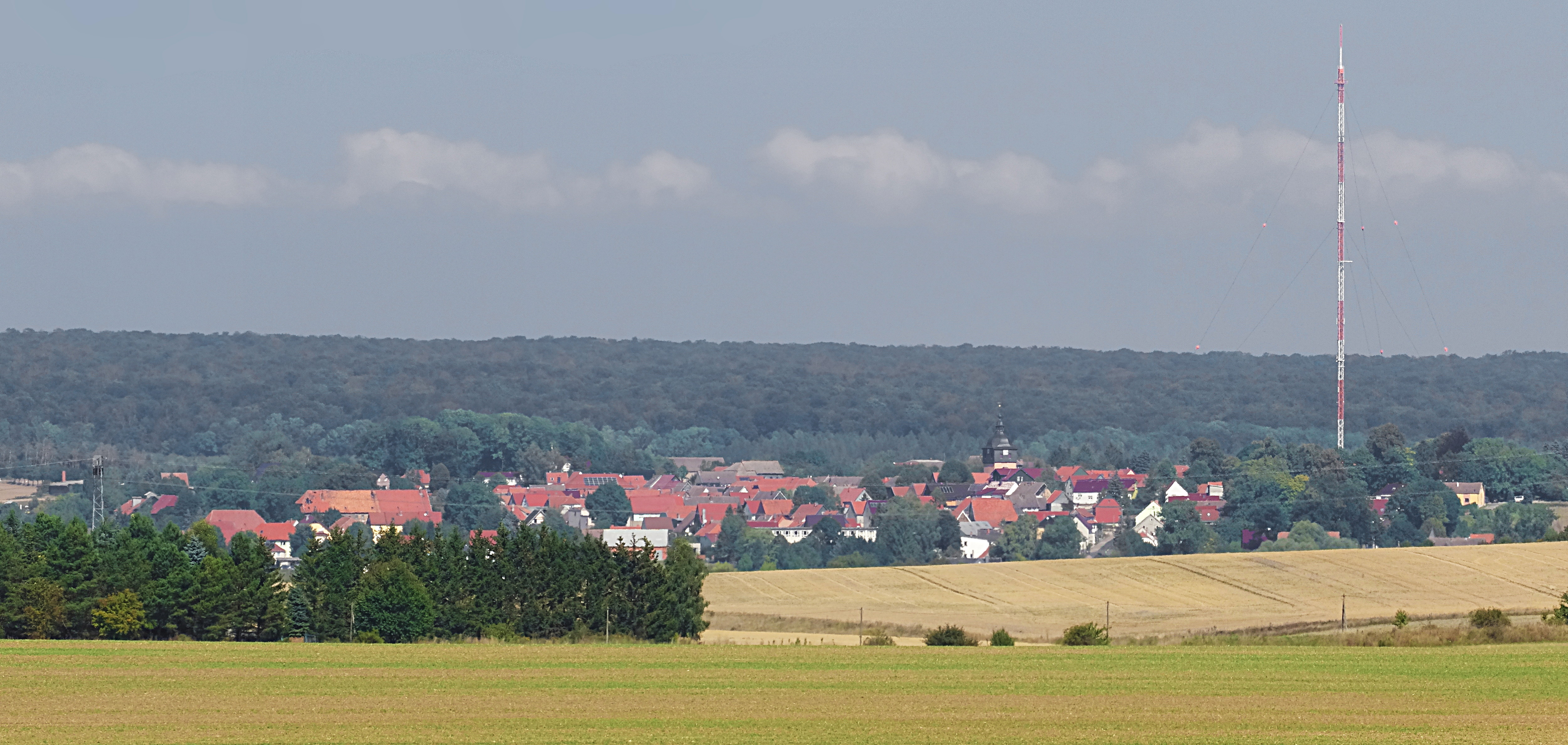
Blick auf den Ort mit Sender Keula

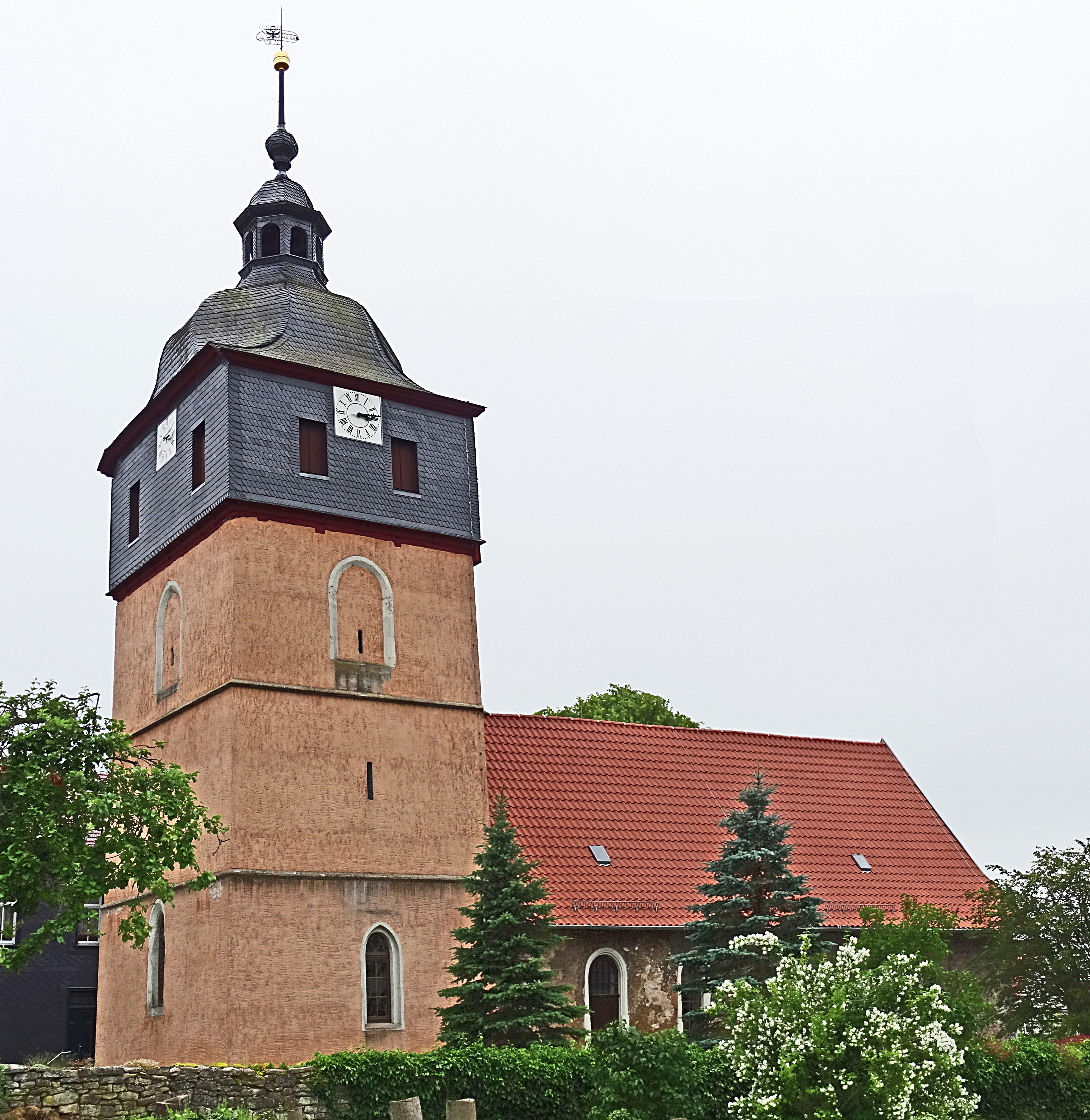
Trinitatis-Kirche

Keula ist ein Ortsteil der Gemeinde Helbedündorf im Kyffhäuserkreis in Thüringen.

## Geografie
Keula liegt an den Landesstraßen 1016 und 1032 westlich von Holzthaleben in einem landwirtschaftlich kupierten Gebiet. Nördlich vom Dorf beginnt der Keulaer Wald. Südlich befindet sich Unstruttal aus dem Bereich der Nachbargemeinde.
Der Ort selbst liegt auf einer Höhe zwischen ca. 400 m über Normalhöhennull (NHN) und 435 m über NHN. Im Nordwesten der Gemarkung Keulas im Keulaer Wald liegt mit 522,3 m über NHN der höchste Punkt des Dün. Der tiefste Punkt liegt an der östlichen Gemarkungsgrenze bei ca. 384 m über NHN.

### Nachbargemeinden
An die Gemarkung grenzen folgende Orte bzw. Ortsteile – im Uhrzeigersinn im Westen beginnend: Zaunröden (Ortsteil von Unstruttal), Deuna, Vollenborn (beide Ortsteile von Niederorschel), Rehungen (Ortsteil von Sollstedt), Holzthaleben (Ortsteil von Helbedündorf) sowie Menteroda und Kleinkeula (beide Ortsteile von Unstruttal).

## Geschichte
552 Personen wohnen in dem Ort, der erstmals urkundlich am 18. Januar 967 erwähnt worden ist. An der Westseite des Ortes Keula befinden sich Reste einer Wasserburg Keula, mit ihr überwachte und kontrollierte man die Straße über den Dün. Dorf und Burg waren im Besitz der Grafen von Hohnstein. 1348 verpfändeten es Graf Heinrich von Hohnstein und die Grafen Heinrich und Günther von Schwarzburg Dorf, Schloss und weitere Besitzungen in der Umgebung an die Ritter von Ebeleben. Vier Burgmänner (von Worbis, von Throta, von Heringen und Creuzburg) standen ihnen zu Diensten und wurden jeweils mit einem Gut im Dorf belehnt. 1421 übertrug Graf Heinrich von Schwarzburg seinen Besitz in Keula an den Mainzer Erzbischof und erhielt es als Lehen zurück. 1793 erhielt der Ort das Marktrecht. Zur Domäne Keula gehörte noch das herrschaftliche Gut in Gerterode.
1772 und 1811 wurden Teile der Burg abgetragen. Von der Anlage sind der Südflügel, Teile des Wassergrabens, Keller und Reste der Außenmauer erhalten. Keula wurde um 1134–1348 mehrmals verkauft. Die Grafen von Schwarzburg benötigten Geld. 1356 waren sie wieder Eigner. Der landwirtschaftlich geprägte Ort erbaute sich 1586 einen Kirchturm, der bei der heutigen Kirche noch vorhanden ist. 1637 und 1738 machten Feuersbrünste die Arbeit vieler zunichte. Der Ort bekam 1793 das Marktrecht. 1859 wurde die Straße nach Mühlhausen gebaut. 1881 gab es Telefon zwischen Ebeleben und Keula. 1901 wurde die Bahnverbindung Greußen–Ebeleben–Keula errichtet, die heute brach liegt. 1930 gab es 54 Gewerbe- und Handwerksbetriebe.
Heute sendet der Sender Keula für die Deutsche Telekom AG.
Die Agrar GmbH Keula ist seit 1991 Nachfolgebetrieb der LPG Keula und ist heute ein reiner Marktfruchtbetrieb. Seit dem Jahr 2011 gehört der Betrieb zusammen mit drei weiteren Nachbarschaftsbetrieben zur nordagrar Gruppe aus Schleswig-Holstein.

## Kultur und Sehenswürdigkeiten
Nordwestlich des Ortes befindet sich das 297,2 ha große Naturschutzgebiet Keulaer Wald. Die Kirche St. Trinitatis wurde im 17. Jahrhundert unter Einbeziehung älterer Bauteile errichtet.

## Persönlichkeiten
- Johann Christoph Ernesti (1662–1722), evangelischer Theologe
- Johann Friedrich Ludloff (1723–1790), fürstlich-schwarzburgischer Sekretär und Landschaftsrat
- Wilhelm Helmkampf (1801–1888), deutscher Rechtsanwalt und Politiker
- Rudolph Helmkampf (1824–1892), deutscher Richter und Politiker
- Otto Einert (1822–1889), deutscher Richter und Mitglied des Landtags des Fürstentums Schwarzburg-Sondershausen
- Siegfried Günter (1899–1969), Flugzeugkonstrukteur
- Ludwig Grosse (1907–1992), Rechtsanwalt und Aufsichtsratsvorsitzender